# Olympique de Missiri
El Olympique de Missiri (en árabe: أولمبي الميسيري‎) es un equipo de fútbol de Comoras que juega en la Primera División de las Comoras, la primera división nacional.

## Historia
Fue fundado en el año 1989 en la ciudad de Sima de la isla de Ndzuani con el nombre Levier de Missiri como representante de la policía nacional, el cual usaron hasta 1992 al cambiarlo por su nombre actual. Fue hasta la temporada 2020/21 que consigue su primer logro importante al ganar la Copa de las Comoras venciendo en la final al FC Ouani por 3-2.
A nivel internacional participó por primera vez en la Copa Confederación de la CAF 2021-22 en la que fue eliminado en la primera ronda por el AS Kigali de Ruanda.

## Palmarés
- Copa de las Comoras: 1

2020/21

## Participación en competiciones de la CAF
| Temporada | Torneo                       | Ronda | Club      | Casa | Visita | Global |
| --------- | ---------------------------- | ----- | --------- | ---- | ------ | ------ |
| 2021/22   | Copa Confederación de la CAF | 1     | AS Kigali | 1-2  | 0-6    | 1-8    |